# Botë
Botë (em albanês: Mundo) é uma canção interpretada por a cantora albanesa Lindita. Esta canção representou a Albânia no Festival Eurovisão da Canção de 2017..
Foi a quarta canção a ser interpretada, na 1ª semi-final a seguir a canção da Austrália "Don't Come Easy" e antes da canção da Bélgica "City Lights". Terminou a competição em 14º lugar com 76 pontos, não conseguindo passar à final.